# Anni 1870

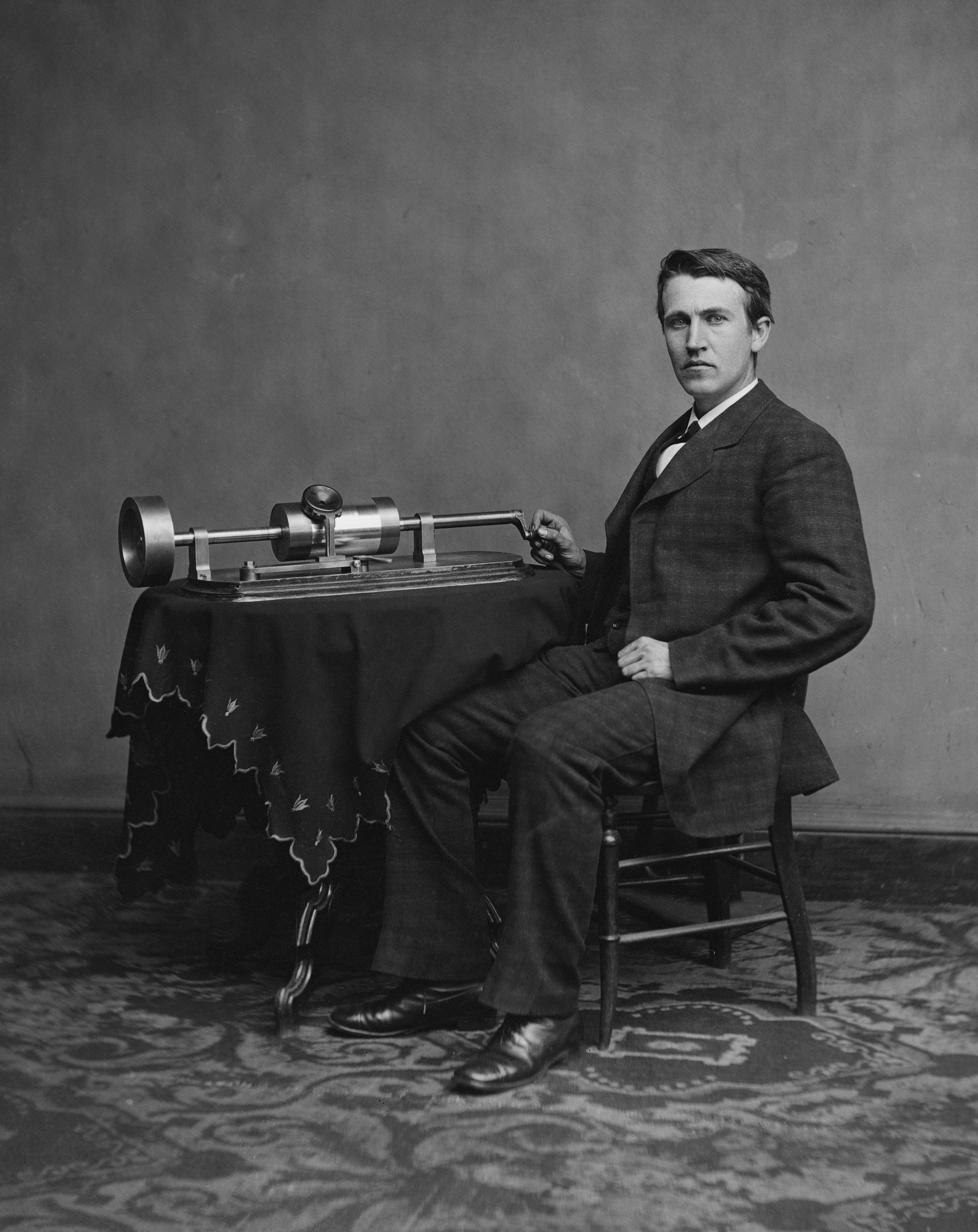
Thomas Edison in una foto d'epoca

Gli anni 1870 sono il decennio che comprende gli anni dal 1870 al 1879 inclusi.

## Eventi, invenzioni e scoperte
- Guerra franco-prussiana: sconfitta francese a Sedan il 1º settembre e abdicazione di Napoleone III con conseguente proclamazione della Terza Repubblica il 4 settembre; insurrezione di Parigi con la Comune, conclusasi a gennaio 1871.
- Comincia la Grande depressione (1873-1895).
- 1874: prima mostra degli impressionisti a Parigi nei locali del fotografo Nadar.
- Congresso di Berlino nel 1878.
- Il 20 settembre 1870 i bersaglieri aprono una breccia in Porta Pia a Roma ed entrano nella città; lo Stato Pontificio cessa di esistere.

### Società
- Inizia una grande emigrazione dalle regioni del Nord Est italiano verso lo Stato brasiliano di Rio Grande do Sul.
- In questo decennio decolla la Seconda rivoluzione industriale.

## Scienza e tecnologia
- Nel 1878 viene inventato il connettore jack da 6.35mm, ampiamente utilizzato ancora oggi, per impiegarlo nell'uso dei centralini telefonici.

## Personaggi
- Agostino Depretis, primo Primo ministro italiano della Sinistra storica.